# Herman Rydin (professor)
Herman Ludvig Rydin ( i riksdagen kallad Rydin i Uppsala), född den 13 augusti 1822 i Jönköping, död den 22 november 1904 i Uppsala, var en svensk universitetslärare, jurist och politiker.
Herman Rydin var son till handlanden och rådmannen i Jönköping: Johan Samuel Rydin och Engel Katarina von Sydow. Han gifte sig den 27 november 1857 i Uppsala med Eleonora Wilhelmina Genberg och blev far till Sofia, Elisabeth, Herman och Anna Rydin. 1860 flyttade paret in i Walmstedtska gården på Sysslomansgatan 1 i Uppsala.
Herman Rydin ligger begravd på Uppsala gamla kyrkogård.

## Universitetsåren
Herman Rydin genomgick Jönköpings skola och Växjö gymnasium samt blev student vid Uppsala universitet 1840. Efter åtta års akademiska studier, därvid en god del av hans tid upptogs av andras undervisning, promoverades han 1848 till filosofie magister  med andra hedersrummet samt avlade juris utriusque kandidatexamen 1851. Under de därpå följande åren tjänstgjorde han dels såsom extra ordinarie i Svea hovrätt och dels som biträdande domare vid rådhusrätt samt ting på landet. Efter att 1853 ha disputerat för en juridisk adjunktur vid Lunds universitet med avhandlingen Bidrag till svenska skogslagsstiftningens historia, utnämndes han samma år till adjunkt i administrativrätt och nationalekonomi vid nämnda universitet, och förordnades året därpå till vice häradshövding. Vårterminen 1854 förestod han på förordnande professuren i nämnda ämnen. År 1855 utgav och försvarade han en avhandling Om svenska folkets beskattningsrätt och utnämndes kort därefter samma år till professor i svensk statsrätt, kyrkorätt, krigslagfarenhet och folkrätt vid Uppsala universitet. Denna befattning innehade han till 1890, då han tog avsked som emeritus.

## I Sveriges riksdag
Livligt intresserad av tidens frågor, framträdde han 1860 i den offentliga diskussionen med ett, tillsammans med Carl Gustaf Malmström , författat Flygblad i norska frågan, vari han emot den då rådande opinionen i den så kallade ståthållarestriden förfäktade Norges rätt att utan Sveriges inblandning företa sådana ändringar i sin grundlag, som inte kränker riksakten, vilka åsikter han 1863 närmare utvecklade i Föreningen mellan Sverige och Norge, från historisk och statsrättslig synpunkt betraktad. I politiskt avseende vid denna tid representerande den liberala åskådning, som då behärskade den stora majoriteten av den bildade medelklassen i Sverige, vässade också Rydin sin penna till förmån för representationsreformen i Betraktelser i representationsfrågan av en svensk medborgare, som ej undertecknat någon reformadress, 1865. Det var därför också helt naturligt, att Rydin började tas i anspråk för det offentliga livet. Åren 1867-75 var han ledamot av första kammaren för Västerbottens län, tillhörde han vid alla dessa riksdagar konstitutionsutskottet.
Han företrädde sedermera 1876-1878 och 1882-1890 Uppsala stad i andra kammaren. I skarp antagonism mot lantmannapartiets grundskatte- och härordningspolitik, bragtes han härigenom så småningom allt längre åt höger, för att slutligen, sedan han 1886 ställt sig under protektionismens baner, tvingas ut på konservatismens yttersta flygel, brytande staven över sin tidigare mandoms åsikter. Så visade han redan 1883 i Unionen och konungens sanktionsrätt i norska grundlagsfrågor en mot Norge föga vänlig stämning, vilken sedermera på det skarpaste tillspetsades i Om norska flagglagens rättsliga betydelse 1899 och Anteckningar om den norska vänsterns unionspolitik och dennas statsrättsliga karaktär under åren 1891–1902 1902. Herman Rydin, som på grund av sin opposition mot majoriteten under hela sin föregående andrakammartid hållits utom utskotten (med undantag av 1877, då han hade plats i konstitutionsutskottet, och 1883, då han var medlem av särskilda utskottet för behandling om motion om Sveriges neutralitet), insattes efter bildandet av det protektionistiska nya lantmannapartiet, vars förtroenderåd han tillhörde, 1888-90 som vice ordförande i konstitutionsutskottet. I denna egenskap inlade han mycken nitälskan för inskränkning av städernas representationsrätt. År 1888 var han ledamot av kyrkomötet, där han stod långt på högra flygeln.
Denne tillhörde såsom ledamot 1875-76 års förberedande skattejämkningskommitté och den 1879-81 fungerande stora skattekommittén. 1879-81 hade han förtroendet att vara statsrevisor, vald av Första kammaren. Uppsala läns landsting tillhörde han 1863-65 och 1869-88 samt var därunder 1884-85 tingets vice ordförande och 1886-1888 dess ordförande. Vid Lunds universitets jubelfest 1868 promoverades han till juris hedersdoktor. Invald 1865 i norska Det Kongelige Norske Videnskabers Selskab, blev han 1876 ledamot av Det Kongelige Danske Videnskabernes Selskab och 1882 av Vetenskapssocieteten i Uppsala.
Även utom det rent politiska området var Herman Rydin verksam som författare med åtskilliga tidskriftsuppsatser och med de i bokform utgivna Om yttrandefrihet och tryckfrihet 1859, Svenska statsrättsförhållanden, bedömda efter representationsreformens genomförande, i Svensk literaturtidskrift 1868, Svenska riksdagen, dess sammansättning och verksamhet, 2 del. 1873-79, med flera. En mängd artiklar i Nordisk familjebok är också författade av honom.

## Walmstedtska gårdens professorshem
Herman Rydin flyttade efter sitt giftermål in i en sexrumslägenhet på nedervåningen i Walmstedtska gården vid Sysslomansgatan 1. Lägenheten har rekonstruerats på övervåningen i samma hus till sitt skick vid sekelskiftet 1900, och visas idag som ett museum. Uppsala kommun äger huset, och professorshemmet drivs av Upplandsmuseet.